# Azotat de bor
Azotatul de bor este un compus al borului cu acidul azotic. , instabil deasupra lui −78 °C.
Tetranitratoboratul este adăugat în diferite spray-uri, unde are abilitatea de a înlătura mucegaiul.  În plus, acest spray mai poate proteja oțelul stratificat și sticla ceramică. 

## Obținere
Azotatul de bor poate fi obținut prin combinarea dintre bromura de bor și acidul azotic; după cum se poate observa, în urma reacției rezultă și acid bromhidric:
B2Br6 + 6HNO3 = 2B(NO3)3 + 6HBr 